# دي نويه تسايتونج
دي نويه تسايتونج، الصحيفة الجديدة (بالألمانية: Die neue Zeitung) كانت صحيفة تُنشر في منطقة الاحتلال الأمريكي في ألمانيا بعد الحرب العالمية الثانية. وهي صحيفة مشابهة لصحيفة دي فيلت، العالم، التي نُشرت في منطقة الاحتلال البريطاني وعُدت من بين الصحف الهامة في زمن ما بعد الحرب في ألمانيا. كانت الصحيفة تحت رقابة قسم التحكم بالمعلومات التابع لمكتب الحكومة العسكرية الأمريكية، وبينما سمح القسم لكتاب ألمان بالمشاركة في الصحيفة إلا أنه لم يتخل قط عن الرقابة عليها. حملت الصحيفة عنوانًا فرعيًّا كان «صحيفة أمريكية للشعب الألماني». كان عددها الأول في 17 أكتوبر 1945 في ميونخ، ابتداءً من يونيو 1949 صدر عدد خاص بفرانكفورت. في 1951، اندمج إصدارا ميونخ وفرانكفورت في إصدار واحد. وبعد سبتمبر 1953، نُشرت دي نويه تسايتونج في برلين فقط، وفي 30 يناير 1955، صدر آخر عدد منها.

## الاستشهادات
1. ↑  Kurt Koszyk: Presse unter alliierter Besetzung. In: Wilke: Mediengeschichte. S. 38. Abdruck der Titelseite der Erstausgabe.
2. ↑  معلومات الصحيفة في مكتبة الكونجرس الأمريكي نسخة محفوظة 8 نوفمبر 2019 على موقع واي باك مشين.